# هجرة الفاضلي (الحيمة الداخلية)

تعديل مصدري - تعديل

هجرة الفاضلي هي إحدى قرى عزلة الحدب بمديرية الحيمة الداخلية التابعة لمحافظة صنعاء، بلغ تعداد سكانها 239 نسمة حسب تعداد اليمن لعام 2004.